# Lost Planet 2
Lost Planet 2 – gra komputerowa z gatunku third-person shooterów stworzona przez Capcom na platformy Playstation 3, Xbox 360 i Microsoft Windows. Sprzedała się w nakładzie ponad 1,5 miliona egzemplarzy.
Gra dostała zróżnicowane oceny średnio dostając kolejno 63% (z 15 recenzji), 68% (z 56 recenzji) i 68% (z 63 recenzji) na platformy Windows, PlayStation 3, Xbox 360 w serwisie Metacritic.